# San Mateo Tlajomulco
San Mateo Tlajomulco es una localidad de México localizada en el municipio de Zempoala en el estado de Hidalgo.

## Toponimia
Tla-xomulco, del náhuatl: tlalli, tierra, y la final compuesta xomulco, que significa rincón.

## Geografía
Se encuentra en la región geográfica de los llanos de Apan (Altiplanicie pulquera), le corresponden las coordenadas geográficas 19° 53’ 55.765” de latitud norte y 98° 33’ 07.266” de longitud oeste, con una altitud de 2640 m s. n. m. En cuanto a fisiografía se encuentra en la provincia del Eje Neovolcánico, dentro de la subprovincia de Lagos y Volcanes de Anáhuac; su terreno es de llanura. En lo que respecta a la hidrografía se encuentra posicionado en la región del Pánuco, dentro de la cuenca del río Moctezuma, y dentro de las subcuenca del río Tezontepec. Cuenta con un clima templado subhúmedo con lluvias en verano, de menor humedad.

## Demografía
En 2020 registró una población de 654 personas, lo que corresponde al 1.13 % de la población municipal. De los cuales 323 son hombres y 331 son mujeres.
| Gráfica de evolución demográfica de San Mateo Tlajomulco entre 1900 y 2020 |
|                                                                            |
| Población registrada por los censos y conteos del INEGI.                   |